# Boise State Broncos football
La squadra di football dei Boise State Broncos rappresenta la Boise State University. I Broncos competono nella Football Bowl Subdivision (FBS) della National Collegiate Athletics Association (NCAA) e nella Mountain West Conference.
Il programma ha un record di 13–7 nei bowl di fine stagione a partire dal 1999, ha terminato per 13 volte tra le prime 25 in classifica dal 2002 e ha la maggior striscia di stagioni consecutive con un record positivo nel college football con 26. Inoltre ha un record di 3-0 nel Fiesta Bowl. Al termine della stagione 2023, la percentuale di vittorie dei Broncos del 72,4% è la quinta di tutti i tempi tra le squadre FBS.

## Anni nella Top 25
| Anno | Record | AP | Allen. |
| ---- | ------ | -- | ------ |
| 2002 | 12–1   | 15 | 12     |
| 2003 | 13–1   | 16 | 15     |
| 2004 | 11–1   | 12 | 13     |
| 2006 | 13–0   | 5  | 6      |
| 2008 | 12–1   | 11 | 13     |
| 2009 | 14–0   | 4  | 4      |
| 2010 | 12–1   | 9  | 7      |
| 2011 | 12–1   | 8  | 6      |
| 2012 | 11–2   | 18 | 14     |
| 2014 | 12–2   | 16 | 16     |
| 2017 | 11–3   | 22 | 22     |
| 2018 | 10–3   | 23 | 24     |
| 2019 | 12–2   | 23 | 22     |

## Membri della Hall of Fame

### College Football Hall of Fame
- Randy Trautman – DT, 1978–81

### Pro Football Hall of Fame
- Dave Wilcox – LB 1960–62, introdotto nel 2000